# NN-323
La carretera NN‑323 es una vía departamental secundaria ubicada en el municipio de La Cruz de Río Grande, en la Región Autónoma de la Costa Caribe Sur de Nicaragua. Esta vía tiene una longitud total de 42.37 kilómetros y fue inaugurada en el año 2024. Conecta las comunidades de San Miguel de Casa Alto y Mankantakita, atravesando zonas rurales de difícil acceso, con el propósito de mejorar el transporte local y facilitar el desarrollo comunitario y agrícola de esta región caribeña.

## Trazado y cruces
La siguiente tabla muestra su recorrido, localidades y principales conexiones:
| km    | Localidad               | Departamento | Conexión / Ruta |
| ----- | ----------------------- | ------------ | --------------- |
| 0.0   | San Miguel de Casa Alto | RACCS        |                 |
| 20.0  | Comunidad intermedia    | RACCS        |                 |
| 42.37 | Mankantakita            | RACCS        |                 |